# River Rother (vattendrag i Storbritannien, lat 50,94, long 0,75)
River Rother är ett vattendrag i Storbritannien.   Det ligger i riksdelen England, i den sydöstra delen av landet, 90 km sydost om huvudstaden London.